# Kościół św. Michała Archanioła w Samarzewie
Kościół św. Michała Archanioła – modernistyczny kościół katolicki zlokalizowany we wsi Samarzewo, w gminie Lądek (powiat słupecki). Funkcjonuje przy nim parafia św. Michała Archanioła.

## Historia
Parafia, jak i kościół istniały we wsi już w XIII wieku (ufundował go biskup Mikołaj w 1269). Kilka drewnianych świątyń istniejących wcześniej strawiły kolejne pożary. Jedną z nich był orientowany, jednonawowy obiekt z 1766 restaurowany w 1810 o zdwojonej konstrukcji ścian. Granica zaborów podzieliła wieś na dwie części: Szamarzewo w zaborze pruskim i Samarzewo w zaborze rosyjskim. Świątynia pozostała po stronie rosyjskiej. Wierni z Szamarzewa zaczęli wówczas uczęszczać do odleglejszego kościoła św. Jakuba Większego w Sokolnikach. W 1815 założono tutaj ponownie parafię (wcześniej przez pewien czas parafia znajdowała się w Sokolnikach, które znalazły się po stronie pruskiej). Ostatnia drewniana świątynia spłonęła w 1966. Obecny kościół zbudowano w latach 1969-1974, według projektu Aleksandra Holasa.
Przy kościele stoi pomnik (stela) ks. Czesława Domachowskiego, który był miejscowym proboszczem w latach 1933-1942 i został zamordowany przez niemieckich nazistów w obozie koncentracyjnym w Dachau. Świątyni towarzyszą też dwie kapliczki słupowe (Najświętszego Serca Jezusa i maryjna), mała kapliczka maryjna (skrzyniowa) oraz krzyż drewniany ustawiony przez Jana Kołodziejskiego ze Słupcy w 1969, w 23-lecie uzdrowienia ręki w 1946. 

## Galeria

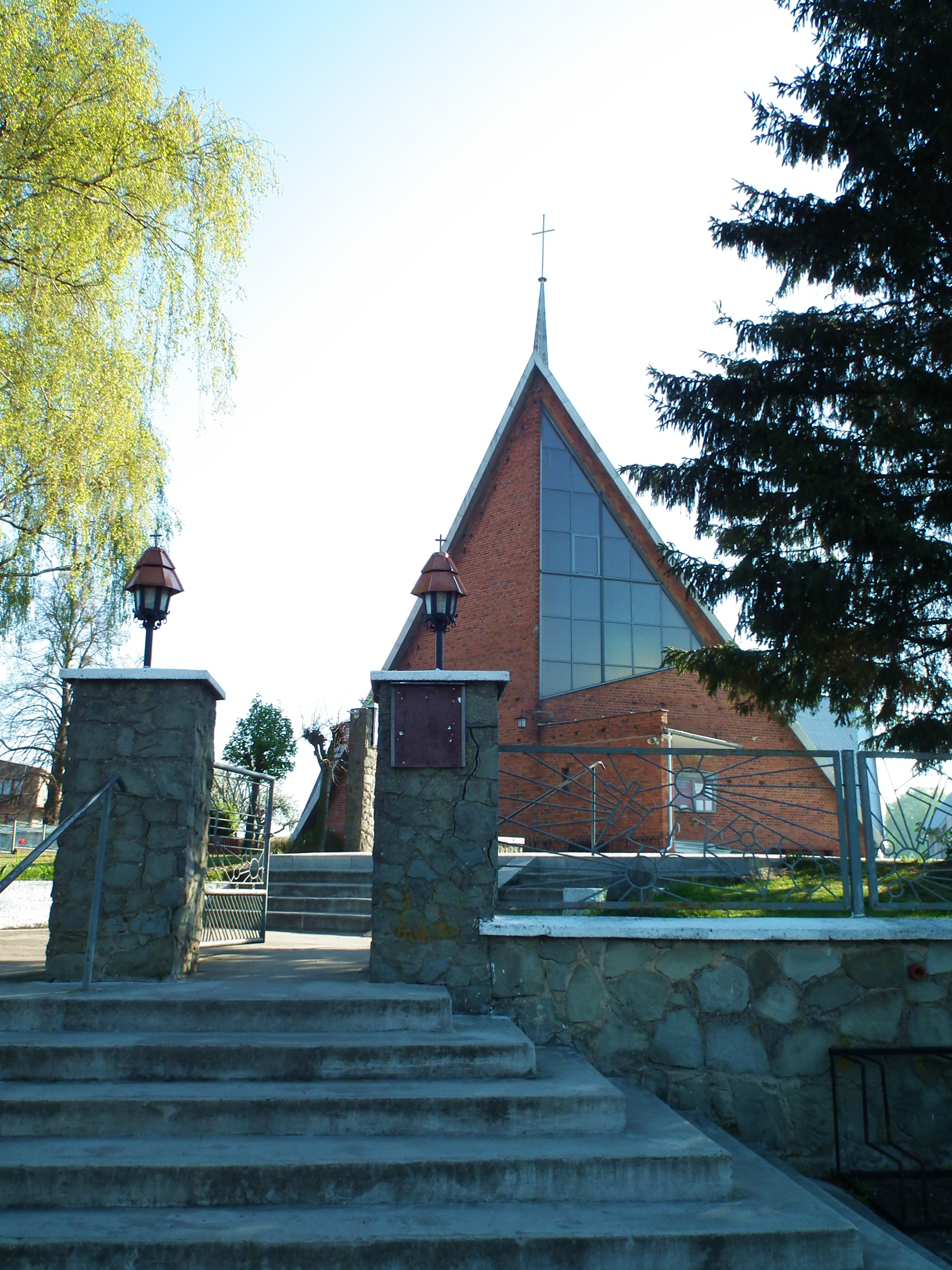
Elewacja wejściowa
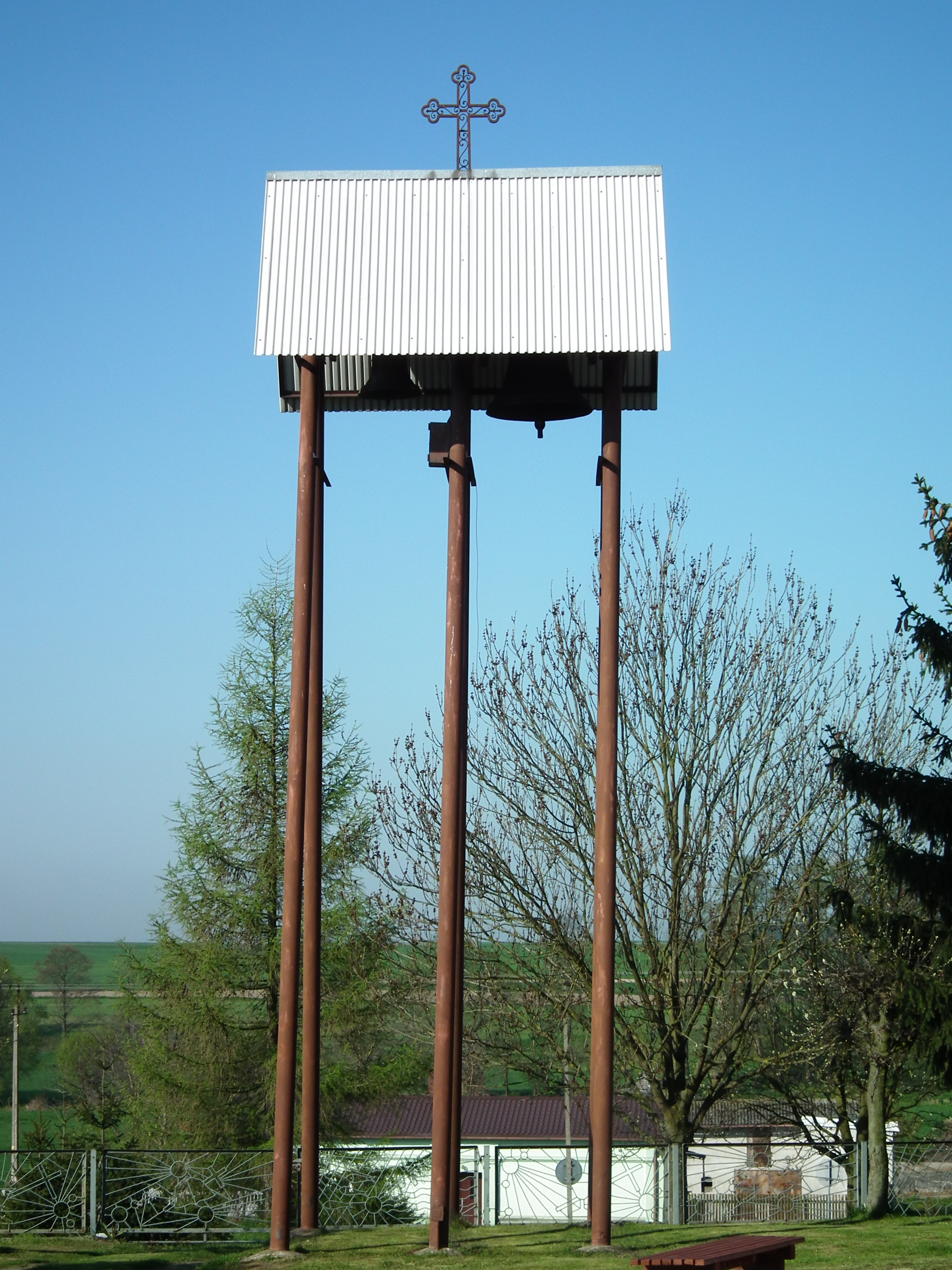
Dzwonnica
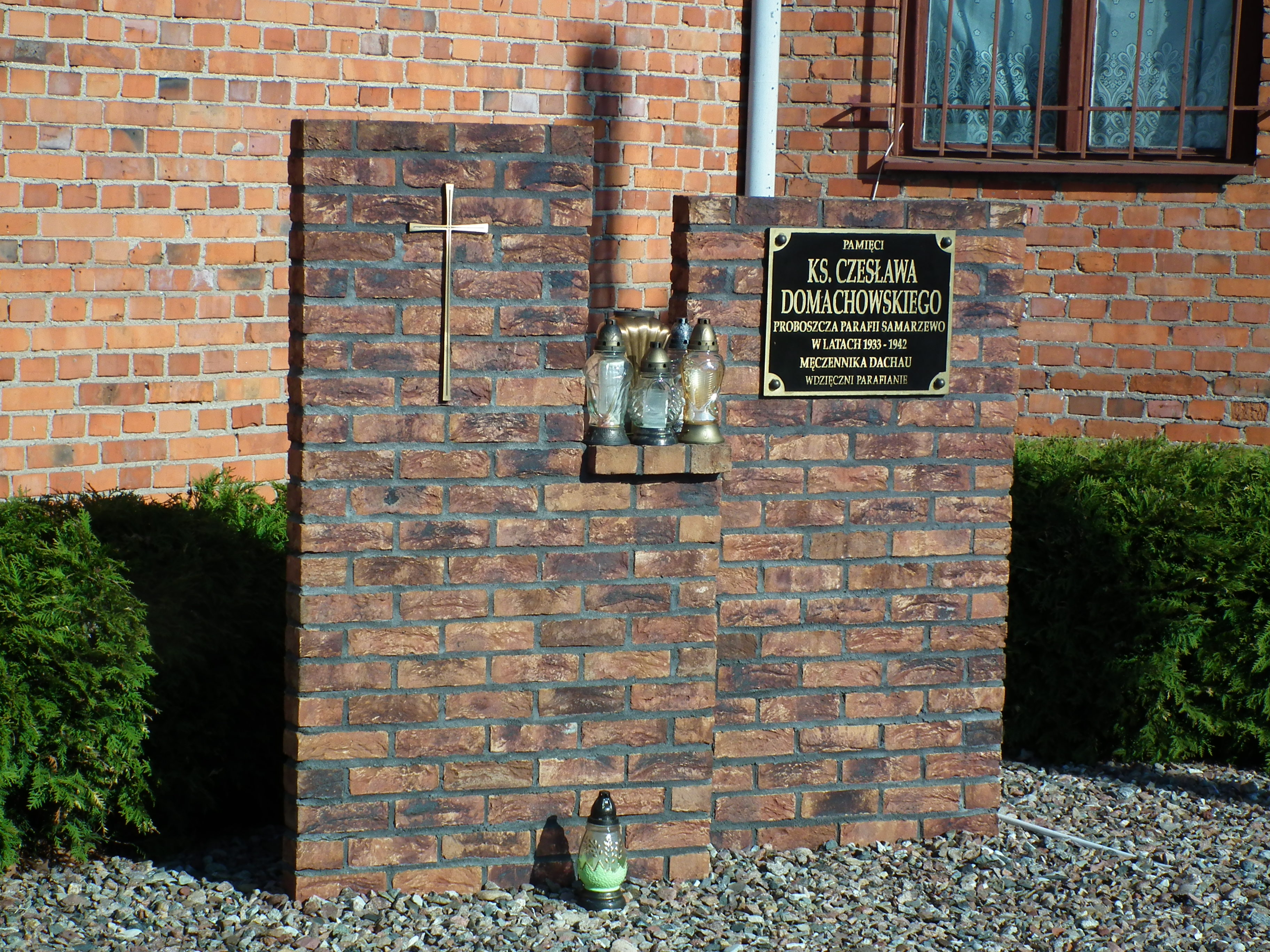
Pomnik ks. Domachowskiego